# Delfina Potocka
Delfina Potocka, rozená Komarová (březen 1807, Murovani Kurylivci – 2. dubna 1877, Paříž), byla polská aristokratka, múza a přítelkyně Frédérica Chopina a Zygmunta Krasińského.

## Životopis

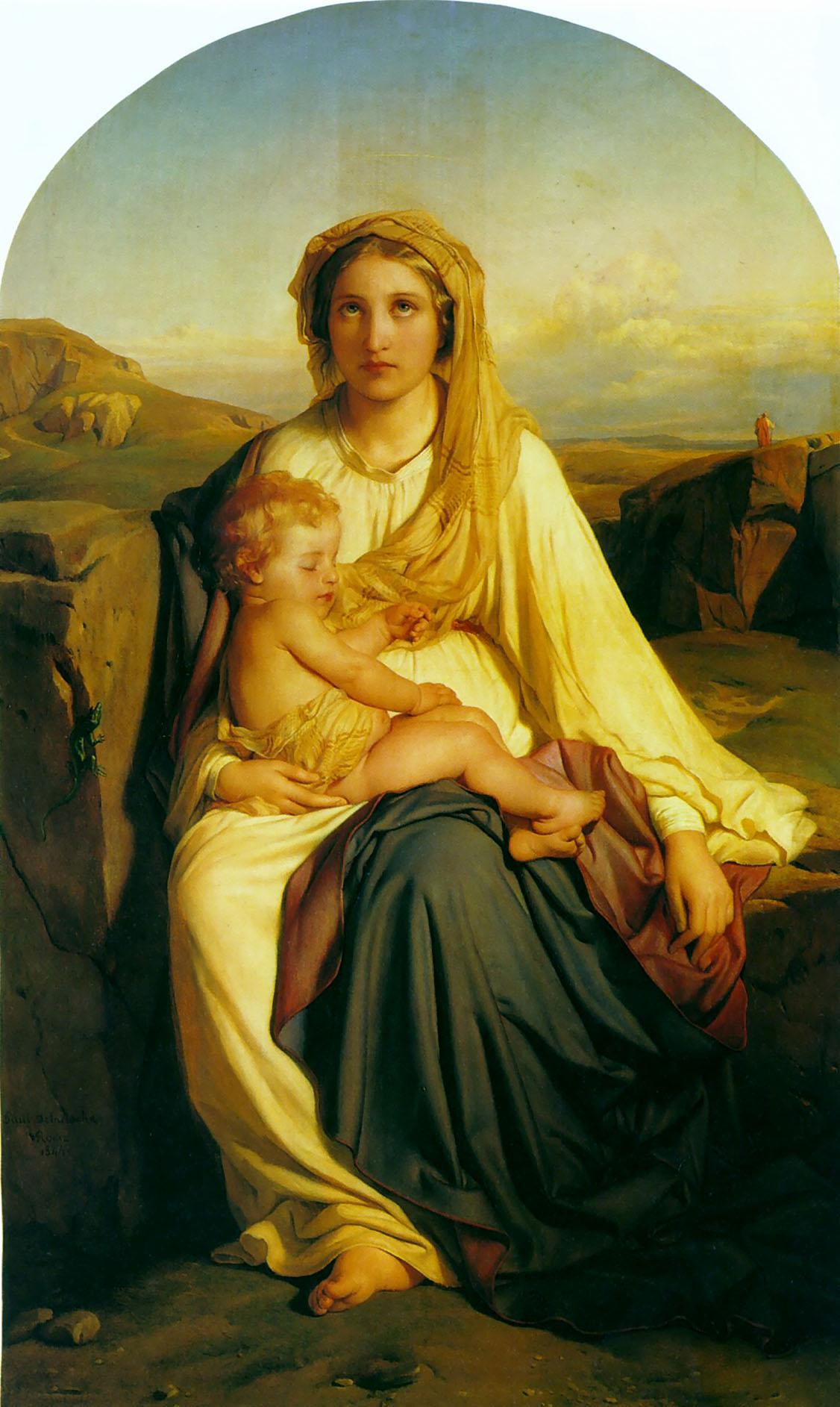
Delfina Potocka jako Madona (Paul Delaroche, 1844)

Delfina se narodila v březnu 1807 v obci Murovani Kurylivci (dnes sídlo městského typu v Vinnycké oblasti, Ukrajina); byla dcerou Stanisława Komara a Honoraty Orłowské. V roce 1825 se provdala za Mieczysława Potockého (1799–1878) z rodu Potockých; narodily se jim dvě dcery, které se nedožily dospělosti. Manželství bylo kvůli rozporům v roce 1843 anulováno, Delfina si ponechala manželovo jméno a dostávala důchod. Poté žila v zahraničí, kde udržovala úzké vztahy s polskými emigranty Chopinem a Krasińskim.
Krasińského poznala v roce 1838 v Neapoli. Stala se jeho důvěrnicí a básník jí věnoval některá svá díla. Jejich milenecký poměr trval až do roku 1846, poté zůstali přáteli. Chopina pozvala Potocka ke konci jeho života do Nice. Skladatel však už kvůli nemoci nemohl opustit Paříž. Potocka odjela za ním a byla s ním v okamžiku jeho smrti.
Přátelství Delfiny s oběma umělci je popsané v její bohaté korespondenci, která byla souborně vydána, a dílech Chopina i Krasińského. Delfina zemřela v Paříži a je pochována na polském hřbitově v Montmorency. Na náhrobku jsou vyryty Krasińského verše.

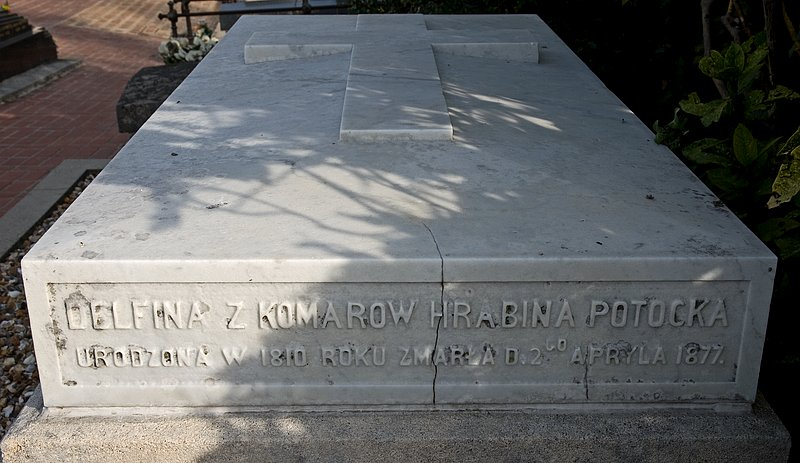
Náhrobek Delfiny Potocké v Montmorency